# Карен М. Макманус
Карен М. Макманус (англ. Karen M. McManus; нар. 1969) — американська письменниця, авторка підліткової літератури. Її дебютний роман «Брехун серед нас» понад п'ять років перебував у списку бестселерів The New York Times. Вона також написала його продовження «Наступний серед нас» і «Один із нас повернувся», а ще окремий роман «Двоє можуть зберігати таємницю».

## Молодість та освіта
МакМанус виявила інтерес до письма, коли їй було вісім років, і їй дали завдання написати оповідання в школі. Навчалася у коледжі Святого Хреста, здобула ступінь бакалавра з англійської літератури, далі навчалася у Північно-східному університету, де здобула ступінь магістра мистецтв з журналістики.

## Трилогія«Один із нас бреше»(2017–2023)
Серія «Один із нас бреше» складається з трьох романів: «Брехун серед нас» (2017), «Наступний серед нас» (2020), і «Один із нас повернувся» (2023).
Роман «Брехун серед нас» NBC обрали для екранізації й телевізійна прем’єра екранізації відбулася на стрімінговому сервісі «Peacock» у жовтні 2021 року.

## Окремі романи

### Двоє можуть зберігати таємницю(2019)
Роман «Двоє можуть зберігати таємницю» був першим окремим романом МакМанус, поза трилогією «Брехун серед нас». Kirkus Reviews дали йому оцінку з зірочкою та назвали однією з найкращих книг 2019 року.

### Двоюрідні(2020)
«Двоюрідні», другий самостійний роман МакМанус та четвертий роман загалом, став бестселером №1 за версією New York Times і його номінували на премію Едгара Алана По.

## Особисте життя
МакМанус живе в Кембриджі, Массачусетс.
Щороку вона перечитує «Таємну історію» Донни Тартт.

## Книжки

### Брехун серед настрилогія
1. Брехун серед нас (Delacorte Press, 2017)[13][7][14][15]
2. Наступний серед нас (Delacorte Press, 2020)[16][17]
3. Один із нас повернувся (Delacorte Press, 2023)

### Окремі романи
- Двоє можуть зберігати таємницю (Delacorte Press, 2019)[11][18][19]
- Двоюрідні (Delacorte Press, 2020)[20][21]
- Ти станеш моєю загибеллю (листопад 2021)[22]
- Немає більше що сказати (Random House, 30 серпня 2022) [23]
- Такі чарівні брехуни (Random House, 30 липня 2024)[24]
- Марпл: Дванадцять нових історій (співавторка продовження серії, офіційно дозволеної для Міс Марпл (2022))[25]

## Переклади українською
2021 року видавництво КМ-Букс видало український переклад роману «Двоє можуть зберігати таємницю», перекладачка — Катерина Іванова. Те ж видавництво 2022 року видало український переклад роману «Брехун серед нас», перекладачка — Маріанна Восковнюк, 2023 року український переклад роману «Наступний серед нас», переклачачка Наталія Гайдай та 2024 року український переклад роману «Двоюрідні», перекладачка — Олександра Кругла.

## Зовнішні посилання
- Офіційний сайт
- 2019 interview with Publishers Weekly
- 2017 article in Publishers Weekly
- 2019 interview with Entertainment Weekly
- 2017 interview with The Boston Globe